# David Choquehuanca

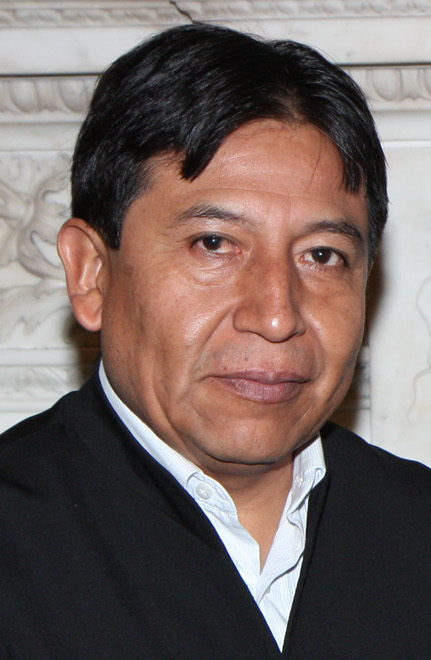
David Choquehuanca 2012

David Choquehuanca Céspedes (* 7. Mai 1961 in Cota Cota Baja, Gemeinde Huarina, Provinz Omasuyos, Departamento La Paz, Bolivien) ist ein bolivianischer Politiker. Er war vom 23. Januar 2006 bis zum 23. Januar 2017 bolivianischer Außenminister und ist seit 8. November 2020 Vizepräsident des Landes.

## Biografie
Nach Besuch der Grundschule erwarb er 1980 seine Hochschulzugangsberechtigung (Bachillerato) am Colegio General José Miguel Lanza. Nach einem Studium der Philosophie an der Escuela Normal Superior Simón Bolívar wurde er Mitarbeiter der indianischen Landwirtschafts-Gewerkschaft Confederación Sindical Única de Campesinos de Bolivia (CSUTCB). 1985 absolvierte er ein weiteres Studium an der Escuela Nacional de Formación de Cuadros Niceto Pérez in Kuba. Als Mitbegründer der Bauernbewegung Movimiento Campesino Indígena war er 1987 auch Mitorganisator der Widerstandsbewegung 500 Años de Resistencia. Dies führte dazu, dass er 1988 Nationaler Koordinator der indigenen Kleinbauernbewegung NINA und 1990 als Dozent für Geschichte und Anthropologie an die Universidad Mayor de San Andrés (UMSA) berufen wurde. Zwischen 2001 und 2002 war er Dozent in einem Kurs für höhere Diplomatie mit dem Schwerpunkt der Rechte von indianischen Völkern an der Universidad Cordillera.
Choquehuanca, der wie Präsident Evo Morales aus dem Volk der Aymara stammt, arbeitete als Aktivist für die Rechte und Interessen der Aymara auch mit internationalen Interessenverbänden zusammen. Später wurde er Berater von Morales.
Er setzt sich für ein Ende der Abhängigkeit von den USA und eine neue Zusammenarbeit mit Venezuela, Kuba und Nicaragua ein.
Im Zuge von Protesten gegen ein Straßenbauprojekt durch den Nationalpark und Indigenenschutzgebiet Isiboro-Secure wurde David Choquehuanca am 24. September 2011 vier Stunden lang von Demonstranten festgehalten und gezwungen mit ihnen über eine gesperrte Brücke zu ziehen.
Bei der Präsidentschaftswahl in Bolivien 2020 wurde Choquehuanca an der Seite von Luis Arce zum Vizepräsidenten gewählt. Am 8. November 2020 trat er sein Amt an.